# Liste der Monuments historiques in Cerneux
Die Liste der Monuments historiques in Cerneux führt die Monuments historiques in der französischen Gemeinde Cerneux auf.

## Liste der Bauwerke
| Bezeichnung      | Beschreibung | Standort | Kennzeichnung | Schutzstatus | Datum | Bild           |
| ---------------- | ------------ | -------- | ------------- | ------------ | ----- | -------------- |
| Schloss Montglat |              | (Lage)   | PA00087342    | Inscrit      | 1990  |                |
| Kirche St-Brice  |              | (Lage)   | PA00086848    | Inscrit      | 1926  | weitere Bilder |

## Liste der Objekte

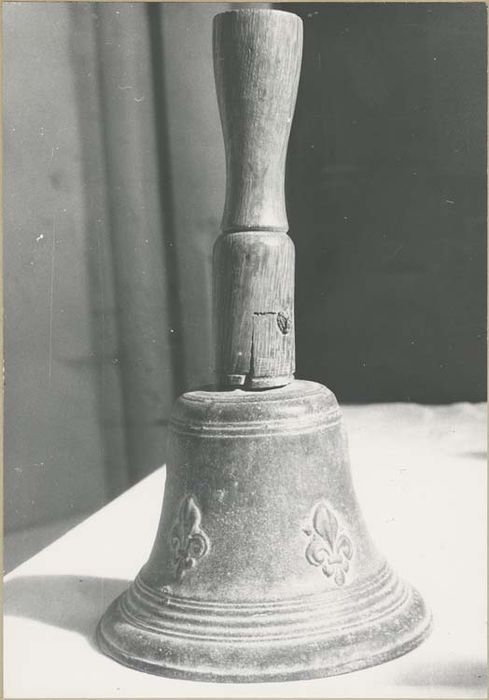
Handglocke (18. Jahrhundert) in der Kirche St-Brice

- Monuments historiques (Objekte) in Cerneux in der Base Palissy des französischen Kultusministeriums